# Petrus Hjertstedt
Petrus Haqvini Hjertstedt (tidigare Hierstadius eller Hjerstedt), född 18 mars 1682 i Västra Tollstads församling i Östergötlands län, död 11 september 1760 i Frödinge församling i Kalmar län, var en svensk borgmästare.

## Biografi
Petrus Hjertstedt föddes 1682 i Västra Tollstads församling. Han var son till kyrkoherden Haquinus Hierstadius och Elisabet Samuelsdotter. Hjertstedt blev 1699 student vid Uppsala universitet. Han arbetade som frälsefogde på Ålhult, Södra Vi socken och stadsnotarie i Vimmerby stad. Han blev 1720 borgmästare i Vimmerby och slutade tjänsten 1728 med titeln häradshövding. Hjertstedt bosatte sig sedan på Gunnekulla i Frödinge socken och avled där 1760.

## Epitafiet i Frödinge kyrka
Ett gravminne eller epitafium över Petrus Hjertstedt hänger i Frödinge kyrka. Som slitet och vanprydande togs det ner 1877 och överlämnades till Kalmar fornminnesförening. Det sattes upp på Kalmar slott och hamnade senare på Kalmar läns museum, men återbördades 2008 till Frödinge kyrka och sattes upp på södra långväggen efter viss reparation och konservering på Östergötlands länsmuseum. Epitafiet liknar adelsmännens huvudbanér, men istället för hjälm har det överst en blomsterkorg och istället för vapen en blåstrimmig oval under ett bevingat änglahuvud.
Texten lyder: ”Kongelig Maj:ttz Troo Tiänare och Häradzhöfdinge, ädel och
högachtad Herr Petrus Hjertstedt, född åhr 1682 d. 18 Martii och saligen i Herranom afsomnad Anno 1760 den 11 sept. Begraf. D. 30 Octo.”

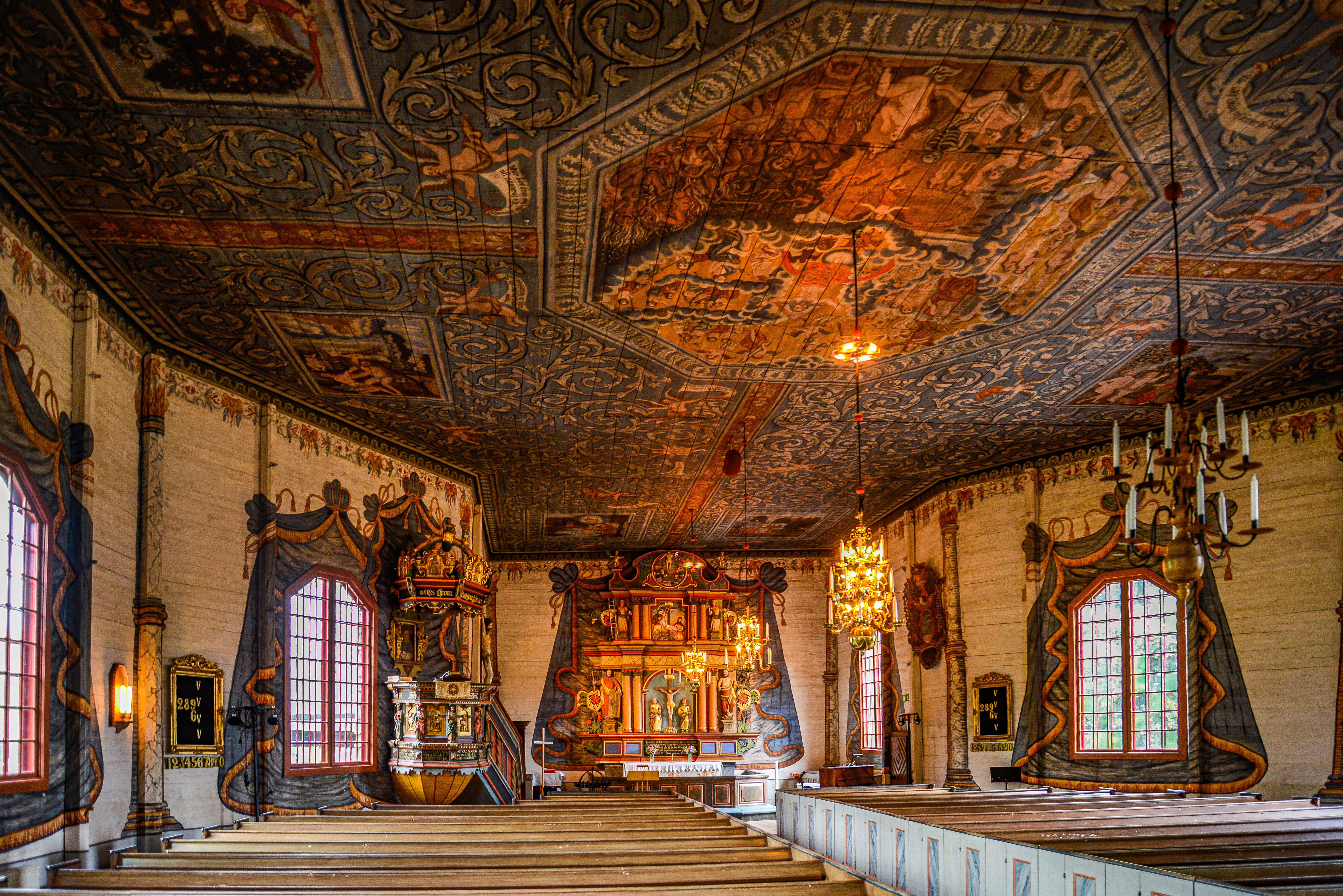
Epitafiet mellan fönstren på högra väggen.
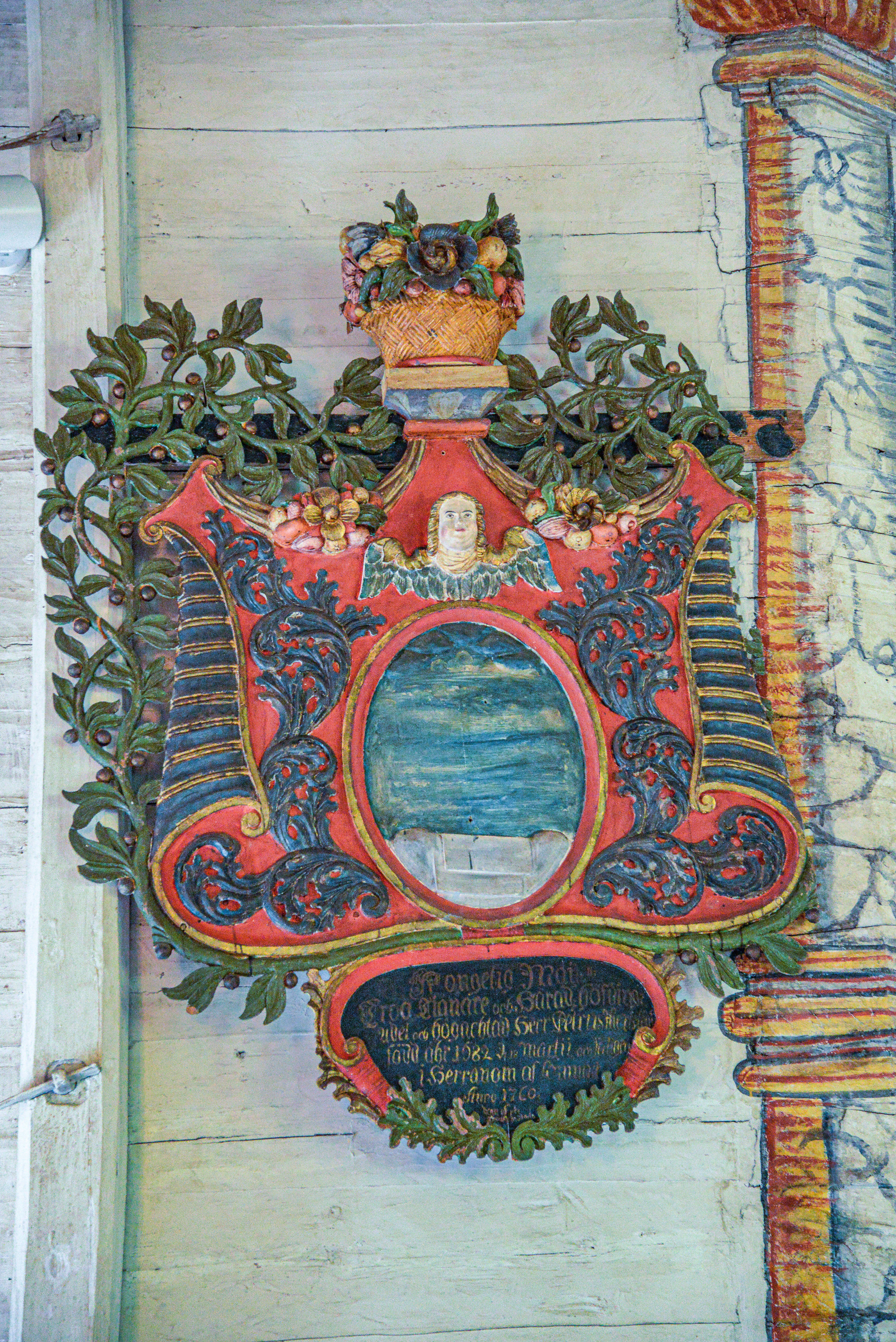
Epitafiet i sin helhet.
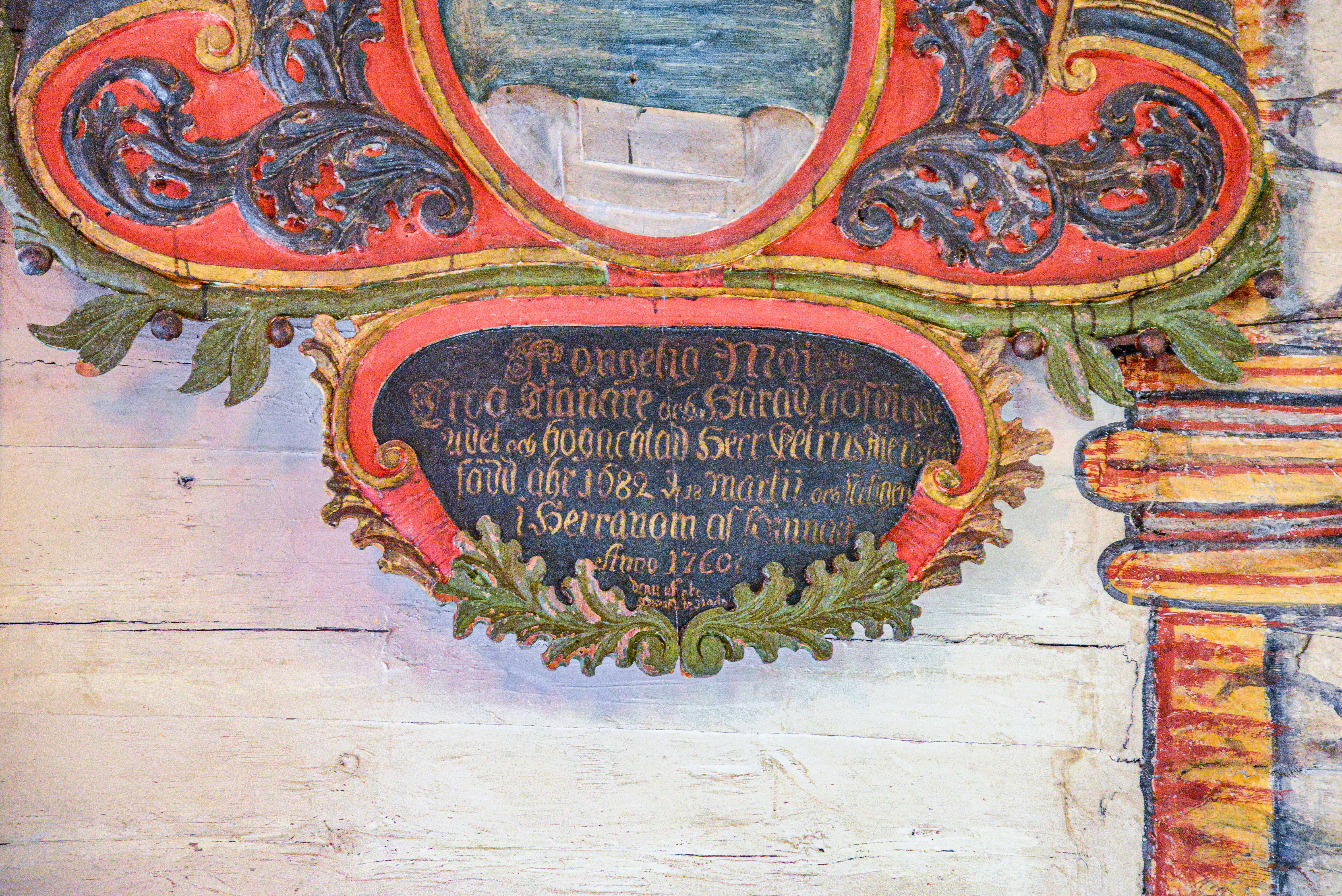
Närbild på texten.